# Злоторія (гміна Хорощ)
Злоторія (пол. Złotoria) — село в Польщі, у гміні Хорощ Білостоцького повіту Підляського воєводства.
Населення — 881 особа (2011).
У 1975-1998 роках село належало до Білостоцького воєводства.

## Демографія
Демографічна структура станом на 31 березня 2011 року:
|          | Загалом | Допрацездатний вік | Працездатний вік | Постпрацездатний вік |
| -------- | ------- | ------------------ | ---------------- | -------------------- |
| Чоловіки | 445     | 95                 | 298              | 52                   |
| Жінки    | 436     | 83                 | 270              | 83                   |
| Разом    | 881     | 178                | 568              | 135                  |